# Далекова, Наталья Николаевна
Ната́лья Никола́евна Дале́кова (род. 10 ноября 1984 года в Куйбышеве, СССР) — российская спортсменка, бронзовый призёр летних Паралимпийских игр в пулевой стрельбе, призёр чемпионата мира. Заслуженный мастер спорта.

## Награды
- Медаль ордена «За заслуги перед Отечеством» II степени (30 сентября 2009 года) — за большой вклад в развитие физической культуры и спорта, высокие спортивные достижения на XIII Паралимпийских летних играх 2008 года в городе Пекине (Китай).[1]
- Заслуженный мастер спорта России (2008).